# Hipnose ericksoniana
A Hipnose ericksoniana foi desenvolvida pelo psiquiatra e hipnoterapeuta Dr. Milton H. Erickson.